# B.J. Callaghan
Brian Joseph „B.J.” Callaghan II (ur. 1 lipca 1981 w Ventnor City) – amerykański trener piłkarski, od 2024 roku prowadzi Nashville SC.